# Fagopyrum statice
Fagopyrum statice là một loài thực vật có hoa trong họ Rau răm. Loài này được (H.Lév.) Gross mô tả khoa học đầu tiên năm 1913.